# Шарлоттенбургские ворота

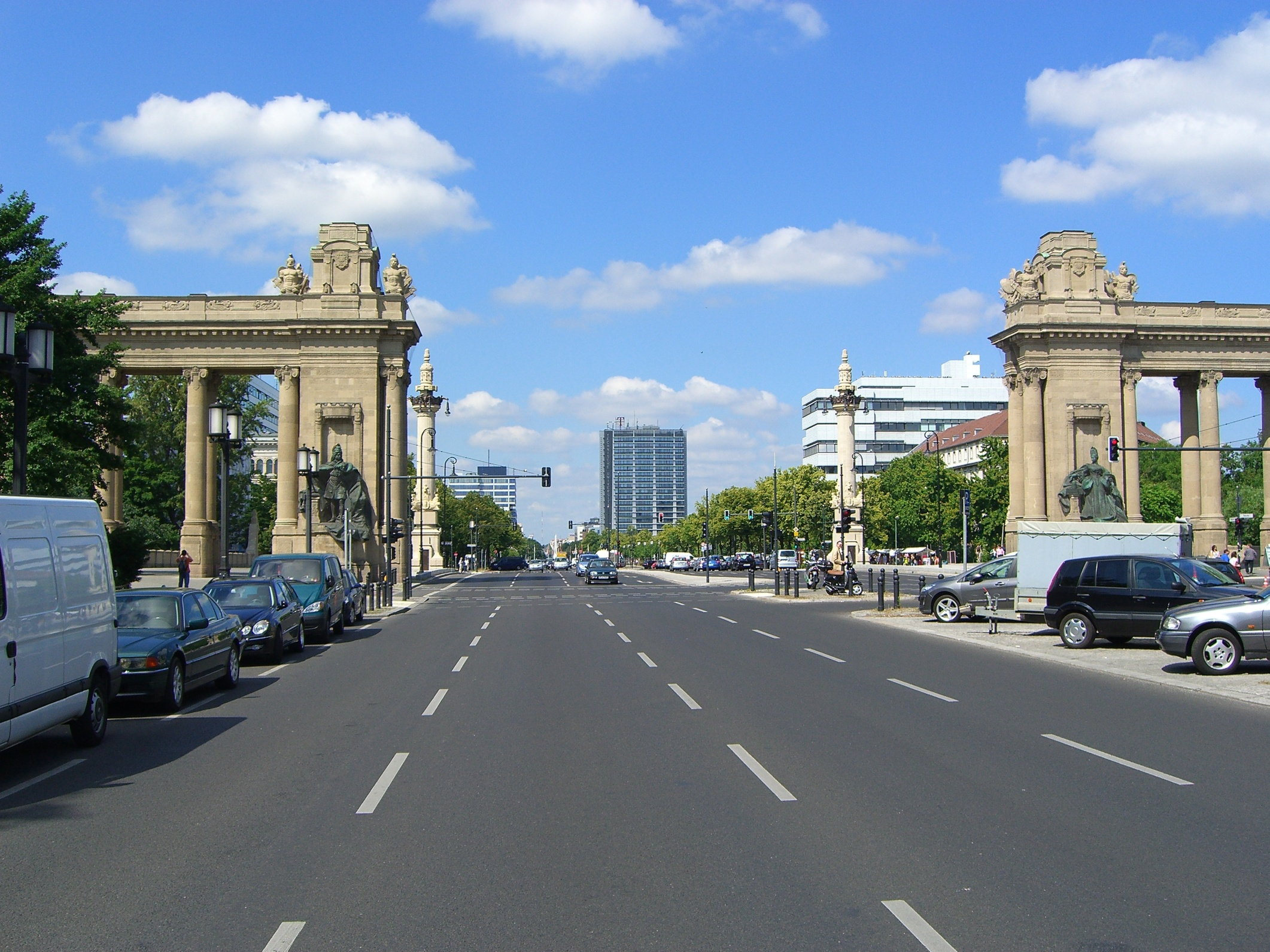
Улица 17 Июня в западном направлении у Шарлоттенбургских ворот

Шарлоттенбургские ворота (нем. Charlottenburger Tor) — архитектурное сооружение в стиле необарокко в Берлине, между площадью Эрнста Рейтера и колонной Победы с западной стороны Большого Тиргартена. Разделяют берлинские районы Шарлоттенбург и Тиргартен. У восточной стороны Тиргартенского парка расположены более древние Бранденбургские ворота.
Ворота на современной улице 17 Июня были возведены в 1907—1908 годах по проекту архитектора Бернхарда Шеде в ответ на возросшие представительские потребности зажиточного города Шарлоттенбург, противопоставившего берлинским Бранденбургским воротам свои собственные. Шарлоттенбургский мост, составляющий единое целое с одноимёнными воротами, соединяет берега Ландвер-канала. Ворота украшены 5-метровыми статуями короля Пруссии Фридриха I и его супруги Софии Шарлотты работы скульптора Генриха Баукке.
В соответствии с планами Гитлера по реконструкции Берлина в Столицу мира Германию в 1939 году возникла необходимость разобрать и перенести Шарлоттенбургские ворота и возвести новый мост для прокладки широкой Восточно-Западной оси. В ходе битвы за Берлин Шарлоттенбургские ворота, в особенности их западная сторона, получили существенные повреждения и в послевоенные годы были восстановлены.
Масштабная реконструкция Шарлоттенбургских ворот производилась в преддверии празднования 750-летия Берлина в 1987 году и затем в 2004—2007 годах. В отреставрированных технических помещениях внутри ворот разместился музей, в экспозиции которого представлены исторические фотоматериалы и проектная документация.